# Alidosio Alidosi (bisbe)
Alidosio Alidosi fou net de Litto II Alidosi, fou bisbe de Rímini des del 27 de febrer del 1332 fins al 1353, amb una breu interrupció el 1349. Va morir el 1353.